# サン・ジェルマーノ・キゾーネ
サン・ジェルマーノ・キゾーネ（伊: San Germano Chisone）は、イタリア共和国ピエモンテ州トリノ県にある、人口約1,800人の基礎自治体（コムーネ）。

## 地理

### 位置・広がり

#### 隣接コムーネ
隣接するコムーネは以下の通り。
- アングローニャ
- インヴェルソ・ピナスカ
- ポルテ
- プラモッロ
- プラロスティーノ
- サン・セコンド・ディ・ピネローロ
- ヴィッラール・ペローザ